# Waitangirua
Waitangirua est une banlieue de la ville de Porirua, située dans le sud de l’île du Nord de la Nouvelle-Zélande.

## Situation
Elle est localisée à approximativement 22 km au nord de la capitale du pays Wellington. 
Elle est limitée au nord par Ascot Park et à l’est par Cannons Creek.

## Histoire
La ville de ‘Waitangirua’ fut fondée durant l’année 1960, formée presque exclusivement par des logements publics dans le cadre du programme de développement du Gouvernement de la Nouvelle-Zélande pour la classe des travailleurs provenant de la population des immigrants. 
Comme la démographie ethnique de Waitangirua à cette époque-là comprenait essentiellement des personnes venant des îles du Pacifique, des écossais, des Indiens, des Irlandais, des anglais et des chinois aussi bien que des Māori.  
De nombreuses personnes parmi les familles des colons initiaux vivent toujours dans le secteur de Waitangirua aujourd’hui. 

## Économie
La banlieue vallonnée était pratiquement semi-rurale jusqu’à la fin des années 1990, entourée par des terres agricoles avec le village de Whitby au nord-est, Pauatahanui Inlet (en) et l’estuaire plus loin au nord et les collines de ‘Belmont hills’ et la vallée de Hutt vers l’est.
La nature multi-raciale très diverse de Waitangirua en fait une communauté très colorée dominée par une jeunesse vibrante et exubérante.

## Médias
Plusieurs scènes du film de Taika Waititi nommé: À chacun sa chacune furent prises sur le site de  Waitangirua.